# مونستر هنتر جينريشن
مانستر هانتر جينريشن (بالإنجليزية:Monster Hunter Generations) (باليابانية:モンスターハンタークロス)، هي لعبة فيديو التي أنتجها شركة كابكوم اليابانية، صدرت في السوق سنة 2015، وصدرت على منصة نينتندو 3دي أس المحمولة، وفي شهر أغسطس 2018، سيتم إصدار اللعبة على منصة
نينتندو سويتش.

## المواقع الخارجية
- الموقع الرسمي
 (بالانكليزية)
- Monster Hunter XX official website (Japanese)